# Mönchzell
Mönchzell ist der andere Gemeindeteil der Gemeinde Meckesheim im Rhein-Neckar-Kreis in Baden-Württemberg. Im Zuge der Gebietsreform in Baden-Württemberg wurde die bis dahin selbstständige Gemeinde Ende 1973 nach Meckesheim eingemeindet.

## Geographie und Klima

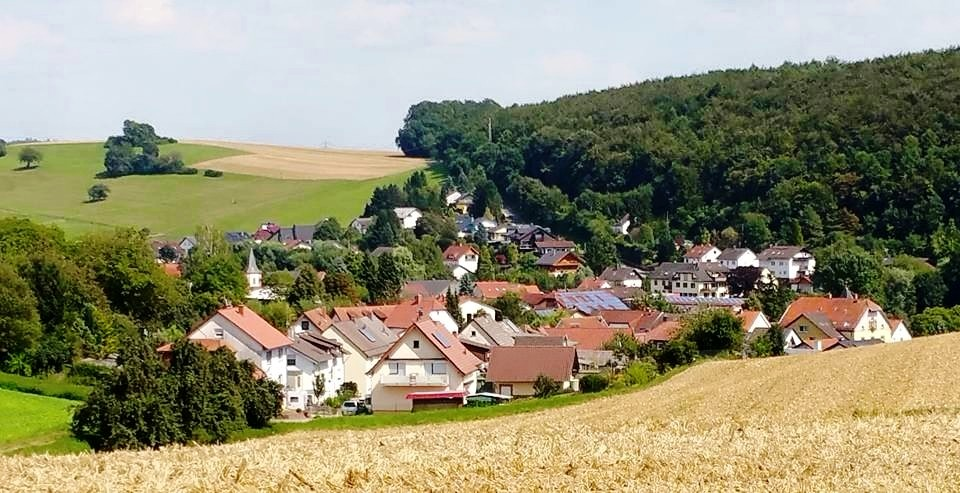
Mönchzeller Nestlage mit Reichelsberg und Mühlwald im Hintergrund

Das Dorf Mönchzell, einziger Ort des Gemeindeteils, liegt etwa 14 km (Luftlinie) südöstlich von Heidelberg. Der Ort befindet sich im nördlichen Kraichgau an der Grenze zum Kleinen Odenwald, zu dem Mönchzell früher gezählt wurde. Das Dorf besitzt eine für das Kraichgauer Hügelland typische Nestlage und liegt am Lauf der Lobbach auf einer Höhe von 150 bis 267 Meter (Reichelsberg). Die in Haag entspringende Lobbach wurde früher von der Quelle bis nach Mönchzell Mannbach genannt, von Mönchzell ab bis zur Elsenz dann Lobenbach oder Maienbach. Zunächst entwickelte sich die Siedlung an der Einmündung des Brunnenbächleins quer zu dem nach Südwesten gerichteten Lobbachtal, ehe sie sich dann ab dem 18. Jh. längs der Lobbach Richtung Lobenfeld und Meckesheim ausdehnte.
Die Gemarkung von Mönchzell (bis 1973) hatte eine Größe von 462,08 Hektar. 32,8 Prozent der Gemarkungsfläche bestehen aus Mischwald (151,56 ha). 1837 betrug die Waldfläche 321 Morgen (115,56 ha).
Das Lokalklima im windgeschützten Mönchzeller Kessel ist – dem Kraichgau entsprechend – mild. Für das Frühjahr ist die farbenprächtige Obstbaumblüte auf den Hügeln um den Ort charakteristisch. Die Sommer können heiß und trocken aber von heftigen Gewittern beeinträchtigt sein. Im Winter liegt kaum Schnee.
Die Mönchzeller Gemarkung wurde 1960 bis 1962 nach den damaligen Vorstellungen umfassend flurbereinigt. Das vielfältige Kleinparzellengefüge wurde aufgehoben, was zur Hochwassergefährdung und mehreren Überschwemmungen der Ortschaft führte. Der Hochwassergefahr versucht man mit zwei Regenrückhaltebecken – Katzengraben und Oberbrühl (früher altes Stauwehr für den Mühlenkanal) – zu begegnen.
Die im Schwinden begriffene Landwirtschaft profitiert von dem fruchtbaren Kraichgauer Lößboden. Mönchzell ist mit seiner schützenswerten Flora und Fauna (besonders im Mühlwald) Teil des Naturparks Neckartal-Odenwald.

## Geschichte

### Chronik

#### Römerzeit
Die Anfänge der Besiedlung reichen in die römische Zeit zurück, wie der Ausgrabungsfund eines römischen Gutshofes (villa rustica) in den Heuäckern belegt.
In Mönchzell wurde neben einem römischen Stein mit der Bezeichnung Vicus Nediensis auch das Oberteil eines quadratischen Viergöttersteins aus Buntsandstein gefunden. Er war in der als Schafstall genutzten oberen Scheune im Gutshof („Schloss“) eingemauert und wurde von dem Heidelberger Heimatgeschichtler Karl Christ und seinem Bruder entdeckt. Der untere Teil des römischen Steins fehlt. Die ursprünglich gut gearbeiteten von oben bis zur Brustmitte erhaltenen Götterfiguren zeigen
- Juno (mit Schleier über dem gewellten Haar, fast nur in den Umrissen erhalten),
- Merkur (mit Flügeln am Kopf, die Chlamys über der linken Schulter) und
- Herkules (nackt mit Vollbart) in Rundnischen.
- Die vierte Seite wurde glatt abgemeißelt, um den Stein baulich verwenden zu können.

Der nur mit den oberen 40 cm erhaltene, ursprünglich quadratische Stein hat eine Breite von 52 cm. Er dürfte Teil einer Jupitergigantensäule der Mönchzeller villa rustica gewesen sein. Er wurde 1888 durch Vermittlung des damaligen Gutsverwalters Edinger in Spechbach vom Mannheimer Altertumsverein erworben.

#### Erste urkundliche Erwähnung – Wyelercellen 1337 oder Waldolfeshusen 771
1337 wurde Mönchzell erstmals urkundlich als „Wyelercellen“ im Lorscher Codex erwähnt, und zwar in einer das benachbarte Kloster Lobenfeld betreffenden Urkunde, in der „Merkel der Schultheiß von Wyelercellen“ und „Heinrich genannt Brinnemann“ als Mönchzeller Zeugen erwähnt werden.
Die Gleichsetzung Mönchzells mit dem bereits 771 im Lorscher Codex erwähnten „Waldolfeshusen“, die Johann Goswin Widder 1788 in seiner „Beschreibung der Kurpfalz“ vornahm, ist umstritten. Waldolfeshusen soll auf der Gemarkung von Gaiberg gelegen haben.
Der Ort soll laut der amtlichen Kreisbeschreibung im 9. Jahrhundert als kirchliche Ausbausiedlung entstanden sein. Nach dem Wormser Synodale von 1496 war die alte Mönchzeller Peterskirche, deren Patronat die Mönch von Rosenberg innehatten, Sendfiliale von Meckesheim, was für einen Ausbau von Meckesheim her sprechen könnte. Der Zehnte in der ganzen Gemarkung gehörte zum Patronatsrecht.
Am ehemaligen Mönchzeller Weiher, im heutigen Hofgut Fellmann („Schloss“) zwischen dem Weihergarten und der Friedhofstraße gelegen, liegt die Keimzelle Mönchzells. Dort dürfte, wie bei anderen Zellorten auch, die kirchliche Zelle eines Einsiedlers existiert haben, worauf auch Mauerreste, die zu Beginn des 20. Jahrhunderts noch vorhanden waren (siehe Ortschronik Pfarrer Nieder 1900), hindeuten. Es wird sich um eine mönchische Klause oder Eremitage gehandelt haben. Es wird sogar erwähnt, dass sie von einem Mönchskloster stammen sollen. Hierfür spricht, dass in der Heidelberger Variante des aus dem 13. Jh. stammenden Rosengartenliedes (Handschrift C), der aus dem Raum Heidelberg stammende Autor den Helden Ilsan dem Kloster „Münchgenzelle“ zurechnet. In die gleiche Richtung deutet die Untersuchung Freiherr von Biedenfelds über die Klöster der Bursfelder Kongregation aus dem Jahre 1838, in dem Mönchzell als ein solches Kloster aufgelistet wird. Alte Erzählungen von einem geheimen unterirdischen Gang zwischen einem Mönchzeller Mönchs- und dem Lobenfelder Nonnenkloster dürften in den Bereich der Sagen gehören.

#### Grafen von Lauffen-Dilsberg
Mönchzell war alter Besitz der Grafen von Lauffen-Dilsberg und in das staufische Reichsland um Wimpfen einbezogen.

#### Grafen von Katzenelnbogen

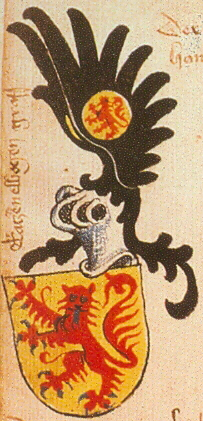
Wappen der Grafen von Katzenelnbogen

Mönchzell ist ein Ortsteil der Gemeinde Meckesheim im Rhein-Neckar-Kreis (Baden-Württemberg). Die Ortsherrschaft und Lehenshoheit über Mönchzell ging im 12. Jahrhundert an die Grafen von Katzenelnbogen über. Adelheid von Lauffen heiratete nämlich Graf Heinrich II. von Katzenelnbogen, dem sie ihren Erbschaftsanteil zubrachte, zu dem Mönchzell und weitere Kraichgauorte, gehörten. So wurde Mönchzell katzenelnbogisches Lehen. Die Katzenelnbogen übten über Mönchzell die Lehenshoheit bis 1479 aus, dem Jahr, in dem das Geschlecht ausstarb. Nachfolger als Lehnsherren wurden 1482 die Landgrafen von Hessen.
Von der Lehenshoheit ist die Zenthoheit mit der Zentgerichtsbarkeit über Schwerststraftaten zu unterscheiden. Nach dem Ende der Staufer ging die Zenthoheit über die Meckesheimer Zent, zu der Mönchzell gehörte, auf die Herren von Weinsberg und 1330 an die Kurpfalz über. Die Ortsgerichtsbarkeit wurde als Niedergerichtsbarkeit von den Mönchzeller Ortsherren am Ortsgericht ausgeübt.

#### Mönch von Rosenberg als Ortsherren
Als Lehensleute der Grafen von Katzenelnbogen sind ab 1354 die „München von Rosenberg“ oder Mönch von Rosenberg als Mönchzeller Ortsherren nachweisbar, nämlich:
- 1354 bis 1363 Lutz Mönch von Rosenberg, der auch Güter in Eberbach hatte und Konrad Mönch von Rosenberg waren mit je einer Dorfhälfte belehnt. Die Dorfhälfte von Lutz ging wohl 1363 auf Hans Mönch von Rosenberg über. Konrad („Kunz“) vererbte seine Dorfhälfte 1386 an Hans. Konrad war ab 1379 pfalzgräfischer Amtsmann auf der Burg Steinsberg. Er war der drittälteste von vier Brüdern und mit Anna von Riedern verheiratet. Die Ehe blieb vermutlich kinderlos, zumindest ohne männliche Nachkommen. Konrad erwarb 1371 und 1382 auch in Dallau ansehnlichen Besitz.
- 1363 bis 1386 Hans Mönch von Rosenberg legte sich den Beinamen „zu Mönchzell“ zu („München von Rosenberg zu Mönchzell“). Er versetzte 1363 seine Dorfhälfte von Mönchzell an Albrecht von Venningen. Hans wurde mit seinen Söhnen Henslin und Peter 1384 in die Reichsacht getan.
- 1386 bis 1387 Hans Mönch von Rosenberg wird mit 1/2 Mönchzell belehnt, wie er es vom Vater Konrad geerbt hatte.
- 1387 bis 1400 Dieter Mönch von Rosenberg wird ebenfalls mit 1/2 Mönchzell beerbt, die zweite Hälfte hält nach wie vor Hans Mönch von Rosenberg
- 1400 bis 1408 Dieter Mönch von Rosenberg, der auch Ortsherr zu Kirchardt war.
- 1408 bis 1428 Ruprecht Mönch von Rosenberg
- 1428 bis 1443 Konrad Mönch von Rosenberg
- 1443 bis 1445 Peter Mönch von Rosenberg und die Kinder seines verstorbenen Bruders Konrad
- 1445 bis 1450 Peter von Menzingen vormundschaftshalber für die Kinder Konrads Mönch von Rosenberg
- 1450 bis 1476 Ruprecht Mönch von Rosenberg
- 1476 bis 1491 Ruprecht Mönch von Rosenberg stirbt 1476 erbenlos, so dass Konrad von Sickingen für die eine Hälfte des Dorfes und ein Zweig der Mönche von Rosenberg für die andere Dorfhälfte die Ortsherrschaft erhält
- 1491 bis 1498 Konrad von Sickingen und die Mönch von Rosenberg teilen sich das Dorf. Nach den bischöflichen Visitationsakten von 1496 gehörte der Pfarrsatz den Mönch von Rosenberg. und war – wie von Anfang an – dem Heiligen Petrus geweiht.
- 1498 bis 1528 Georg Prantner oder Brentner (genannt Veit Jörg), der im Pfaffenkrieg 1522 Hauptmann des Franz von Sickingen bei dessen pfälzischem Ritteraufstand war und Kunigunde Mönchin bzw. Münchin von Rosenberg. Unter der harten Herrschaft des Georg Prantner hatten die Mönchzeller wenig Gutes. Das zeigt ein Vertrag, der 1520 zwischen ihm und den Mönchzellern geschlossen wurde. In einem Gerichtsbeschluss vom 23. Juni 1520, der unter dem Vorsitz des Kurfürsten Ludwig V. von der Pfalz in Heidelberg zustande kam, ist viel von körperlicher Züchtigung die Rede.

Die Bezeichnung „Münchzell“ (vorherrschend bis ins 19. Jahrhundert) oder „Mönchzell“ findet sich erst ab 1354 und stammt von der damaligen Ortsherrschaft, den Herren Mönch von Rosenberg, ab. Bis dahin hieß Mönchzell Wyelercellen oder einfach nur kurz „Zell“. Der neue Ortsnamen Mönchzell erleichterte auch die Unterscheidung zum angrenzenden Langenzell. Die Mönch von Rosenberg waren ein niederadeliges Geschlecht, das sich durch Lehens- und Dienstmannverhältnisse allmählich empor gearbeitet hat. Sie führten in ihrem Wappen einen barköpfigen Mönch mit ausgebreiteten Armen, der in der einen Hand drei Rosen, in der anderen einen Vogel hält. Sie sind seit dem 13. Jahrhundert auf der Burg Rosenberg bei Osterburken belegt. Sie waren Burgmänner der Dynasten von Rosenberg.
Das Dorf war zwischenunterschiedlichen Herrschaftslinien meist hälftig geteilt und wurde auch verschiedentlich verpfändet, so dass als Herren u. a. auch die Landgrafen von Hausen, Albrecht von Venningen und Franz von Sickingen auftreten.

#### Ortsherren von Zandt

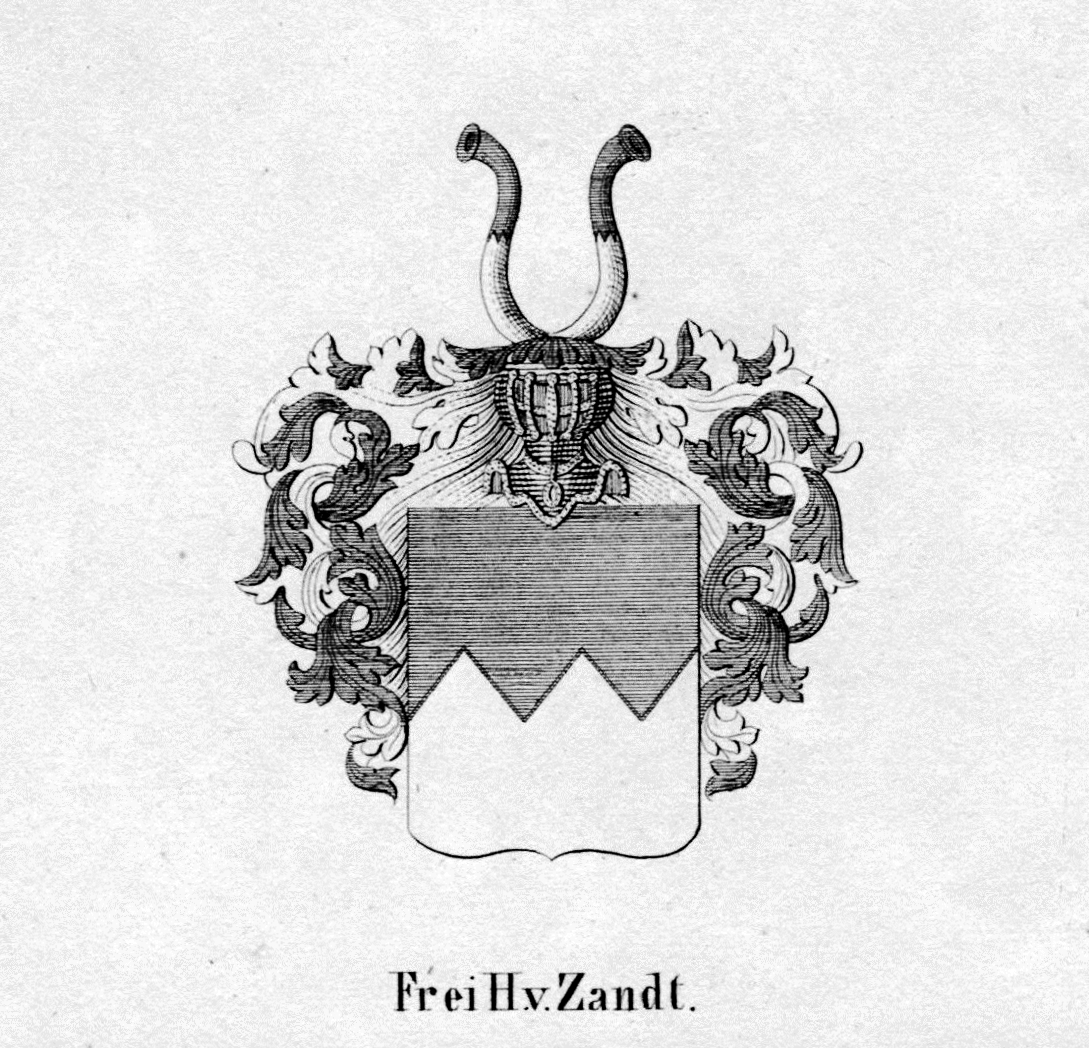
Wappen der Freiherren von Zandt

Innerhalb des ältesten Teils von Mönchzell (Hofgut) lag im Spätmittelalter ein Burgstadel, der 1565 von Georg von Zandt zur adeligen Wohnstätte ausgebaut wurde („Schlosshof“). Georg von Zandt gelang es auch, das bisherige Mannlehen in ein Erblehen umzuwandeln, so dass der Ort bis zum Tod von Felizitas Engelhard geb. von Zandt 1669 im Besitz der Familie von Zandt blieb. Die Herren von Zandt, denen auch Epfenbach gehörte, bildeten folgende Ortsherrschaften:
- 1528 bis 1555 Carl von Zandt, erwarb das Lehen Mönchzell für 1425 Rheinische Gulden von Georg Prantner. Er führte das lutherische Bekenntnis wohl schon in den 1530er Jahren in Mönchzell ein. Die Vogtsjunker konnten es gegen alle Einsprüche der Pfalz bewahren.
- 1555 bis 1598 Georg von Zandt trat als Jörg von Zandt zu Mönchzell auf dem Augsburger Reichstag 1566 hervor, wo er völlige Unwissenheit über die Urheber einer auf dem Reichstag dem Kaiser zugespielten antipfälzischen Denunziationsschrift der kraichgauischen Ritterschaft (mit den gegen Kurfürst Friedrich gerichteten Vorwürfen des Religions- und Landfriedensbruchs sowie der Verletzung der Reichskonstitutionen) beteuerte.[8] Georg von Zandt baute das sogenannte „Schloss“ aus eigenen Mitteln neben dem alten Burgstadel und erreichte dadurch die Umwandlung des bisherigen Mannlehens in ein Erblehen. Unter ihm wurden die dorfherrlichen Rechte und die Dorfordnung aus dem Jahre 1509 erneuert. Aus den Schriftstücken jener Zeit lässt sich folgendes Bild von Mönchzell des Jahres 1565 rekonstruieren: Mönchzell war von einem Zaun umgeben. Das obere Tor lag am Weg nach Neckargemünd. Die alte Hauptausdehnung verlief quer zum Lobbachtal und nicht wie heute in Talrichtung. Georg von Zandt begegnet uns auch im Meckesheimer Zentvertrag von 1560. In ihm wurde der „unaufhörliche Streit“ des Mönchzeller und anderer Ortsherren mit der Kurpfalz wegen verschiedener Hoheitsrechte verglichen. Mönchzell unterstand von diesem Vertrag an kurpfälzischer Steuerhoheit. Der Mönchzeller Ortsherr erhielt in diesem Vertrag den Namen Vogtsjunker und wurde zum „Zentadel“ gezählt. In der Folge gab es dann wiederum Streit über die Auslegung des Zentvertrags. Die Kurpfalz räumte den Vogtsjunkern im Ganzen die niedere Gerichtsbarkeit ein, die durch den Zentvertrag etwas erweitert wurde. Die Vogtsjunker wollten der Kurpfälzer Territorialherrschaft nur in den Bereichen unterworfen („landsässig“) sein, die im Zentvertrag vereinbart worden waren, ansonsten aber der Reichsritterschaft gleichgestellt sein. Diese Rechtsauffassung der Vogtsjunker wurde von den Reichsgerichten für richtig befunden. Die Steuer stand dem Vogtsjunker zu. Sie wurde auf die Ortsangehörigen nach Grundbesitz umgelegt. Pro Haus waren zudem eins bis drei Fastnachtshühner und Erntehähne abzugeben. Die Mönchzeller waren dem Junker (bis 1832) eine ungemessene Fron schuldig. Nur für die Erntezeit war für die einzelnen Hausplätze genau festgelegt, ob sie Fuhr- oder Handfröner (insgesamt 27) zu stellen hatten. Für das Jahr 1577 ist überliefert, dass Mönchzell 80 Einwohner hatte. Das Mönchzeller Lehensgut umfasste zu jener Zeit wohl den größten Teil der Gemarkung. 1585 gehörten zu ihm 158 Morgen Äcker, 20 Morgen Wiesen, der Mühlwald und ein Waldstück am Salzberg. Das Lehensgut der Ortsherren war beim Kanton Kraichgau der Reichsritterschaft immatrikuliert. 1597 musste Georg von Zandt, der wegen seiner Bautätigkeit und der Aussteuer seiner Kinder verschuldet war, Mönchzell verpfänden.
- 1598 bis 1629 Walter von Zandt, der auch Obervogt von Pforzheim war. Unter ihm kam es wieder zu Auseinandersetzungen mit den Mönchzellern kam. 1617 erklärten die Mönchzeller keinen anderen Richter zu haben als die Pfalz. Als hessische Räte zwischen den Mönchzellern und Walter von Zandt wegen der Fron vermitteln wollten, erschien die Gemeinde trotz fünfmaliger Ladung nicht. Wie schon hundert Jahre zuvor im Streit mit Georg Prantner suchten die Mönchzeller in ihrem Streben nach Selbständigkeit gegenüber der Ortsherrschaft Unterstützung bei der Kurpfalz, der die hessische Lehnshoheit über Mönchzell ein Dorn im Auge war. Die Hohe Jagd (Großwild wie Hirsche) wurde den Junkern zeitweise von der Kurpfalz überlassen. Die Niedere Jagd gehörte den Ortsjunkern ohnehin (Rehe, Hasen, Geflügel). 1599 erhielt der Ortsherr von Spechbach die hohe Jagd zwischen Maienbach (Lobbach) und Schwarzbach, 1600 Walter von Zandt die Jagd im übrigen Teil der Mönchzeller und in den angrenzenden Teilen der Meckesheimer Gemarkung.
- 1629 bis 1664 Witwe des Walter von Zandt. Mönchzell war seit den 1530er Jahren lutherisch. Die Ortsherren konnten es gegen alle Einsprüche der Pfalz über die Zeit der Ortsherrschaft bewahren. Nur während des Dreißigjährigen Kriegs setzte 1631 der bayerische Amtsmann auf dem Dilsberg zeitweilig einen katholischen Geistlichen ein. Die lutherische Kirche lag damals noch im Schlosshof oberhalb des Gutsgebäudes.
- 1664 bis 1667 Felicitas von Zandt und Ehemann Eberhard Wilhelm Engelhard

Im Jahr 1870 soll im Schlosshof im Bereich des ehemaligen Weihers ein Grabstein eines der Herren von Zandt und seiner Frau gefunden und nach München verbracht worden sein.

#### Freiherren von Festenburg
Nachdem Felicitas von Zandt kinderlos verstorben war, zog Ludwig VI., Landgraf von Hessen-Darmstadt, Mönchzell ein und belehnte damit 1669 Andreas Hartmann von Festenburg als Sohn- und Tochterlehen, der dafür eigenen Besitz in Kürnbach an Hessen abtrat. Das Wappen der Festenburger zeigt einen waagrechten weißen Balken auf einem grünen Schild (heutige Ortsfarben). Seine verschuldeten Nachkommen mussten das „Rittergut Mönchzell“ rund hundert Jahre später an Friedrich Johann Emich von Uexküll-Gyllenband, einem weitläufigen Verwandten, abtreten. Die von Festenburg stellten folgende Ortsherren:
- 1669 bis 1684 Georg Andreas Hartmann von Festenburg (geboren 1616 in Gündelsheim, verstorben am 19. Juli 1683 in Bechtheim). Er war kaiserlicher und Baden-Durlachscher Kommissar und Herr auf Bechtheim, Mettenheim, Adelheim, Mönchzell, Spechbach und Epfenbach.
- 1684 bis 1725 Johann Melchior Hartmann von Festenburg berief 1701 den ersten lutherischen Schulmeister Johann Kaspar Reichert von Lohrbach nach Mönchzell. Er verfuhr bei der Aufnahme neuer Bürger großzügig, so dass in die Bevölkerung „neues Blut“ kam. Als lutherischer Ortsherr war Johann Melchior gegenüber Katholiken intolerant und behinderte den katholischen Priester Bange bei der Amtsausübung. So vertrieb er den katholischen Pfarrer mit Gewalt während einer Beerdigung, so dass dieser den katholischen Toten am Boden liegend zurücklassen und vom Friedhof flüchten musste. Das Gebaren des Ortsherrn führte dazu, dass sich sogar der lutherische Pfarrer und die Gemeinde Mönchzell sich beim Lehnsherrn in Darmstadt beschwerten.
- 1725 bis 1757 Friedrich Ludwig von Festenburg war zunächst kurpfälzischer Rittmeister, dann kurpfälzischer Major und Kommandant auf dem Dilsberg. Er konvertierte zur katholischen Religion.
- 1757 bis 1765 Phillip Ludwig von Festenburg war stark verschuldet.

- 1765 bis längstens 1768 Georg Christoph von Reitzenstein ein kurpfälzischer Oberstleutnant kaufte 1765 das Lehen Mönchzell für 2760 Gulden aus der Konkursmasse des Phillip Ludwig von Festenburg. Von Reitzenstein musste Mönchzell aber nach einem Prozess an die Festenburg-Nachkommen von Uexküll abtreten.

Im 18. Jahrhundert kam es zwischen der Kurpfalz und den Ortsherren ständig zu Streitereien über die Steuerhoheit und die Polizeiaufsicht. Während die Ortsherrschaft beim Lehnsherrn Hessen-Darmstadt Unterstützung suchte, rief die Gemeinde nach dem Beistand der Kurpfalz. Die Beschwerden gingen bis vor den Immerwährenden Reichstag zu Regensburg.

#### Ortsherren von Uexküll-Gyllenband
Unter den Freiherren Uexküll wuchs die Bevölkerung aufgrund der revolutionären Agrarreformen des Amtsmanns Johann Ludwig Spring rasch an. Mönchzell gedieh unter Spring vom ärmsten Dorf der Region zum landwirtschaftlichen Musterort. Spätestens unter den Uexkülls war Mönchzell jetzt ohne Einschränkung kurpfälzisch. Dieses Adelsgeschlecht besaß auch die Ortsherrschaft über Altwiesloch, Baiertal und stellte folgende Ortsherren:
- bis 1768: Friedrich Johann Emich Freiherr von Uexküll-Gyllenband (1685–1768), der gemeinschaftliche Stammvater der in badischen freiherrlichen und der württembergischen gräflichen Linie der Uexkülls, erwarb das „Rittergut Mönchzell“ als erster Uexküll. Er stand im Dienst von Baden-Durlach und starb 1768. Die Uexkülls sind ein schwedisches Adelsgeschlecht. Der Großvater des ersten Uexküllschen Ortsherren war 1630 im Dreißigjährigen Krieg mit König Gustav Adolf von Schweden zur Unterstützung der Protestanten nach Deutschland gekommen und dort gefallen.
- 1768 bis 1778 Carl Gustav Friedrich von Uexküll und Friedrich Emich Johann von Uexküll (1724–1810). Unter den Söhnen Friedrich Johanns († 1768) wurden in Mönchzell 1778 Stallungen gebaut, wie aus einem Inschriftenstein, der lange Zeit im Schlosshof lag, hervorgeht. Nach der Inschrift soll ein Freiherr von Uexküll 1778 das Stallgebäude, in dem er vorher eingemauert war, errichtet haben. Auch die von Anselm Franz Speck aus Heidelberg gegossene Kirchenglocke in der evangelischen Kirche stammt aus dem Jahr 1778. Emich Johann Friedrich Freiherr von Uexküll sollte 86 Jahre alt werden und die Geschicke Mönchzells 33 Jahre prägen. Er war nicht nur Herr auf Mönchzell, sondern auch königlich württembergischer Staatsminister und Präsident des Geheimen Ratskollegiums. Er war der eigentliche Begründer der freiherrlichen Linie der Uexkülls in Baden. Wegen des Besitzes von Mönchzell wurde er am 22. Februar 1790 Mitglied der Reichsritterschaft im Ritterkanton Kraichgau. Er war verheiratet mit Susanna Elisabeth Freiin von Palm. Sein Sohn war Friedrich August, ebenfalls Herr auf Mönchzell
- 1779 bis 1787 Friedrich August von Uexküll (1765–1822) und Friedrich Emich Johann von Uexküll (1724–1810). Friedrich August von Uexküll war Herr auf Mönchzell und Spechbach, königlich württembergischer Kammerherr, Geheimrat und Landvogt. Er war verheiratet mit Charlotte Maria Freiin von Gemmingen-Guttenberg-Bonfeld (1776–1837). Nach einem Verzeichnis von 1784 lebten in Mönchzell 69 Familien und „über 300 Seelen“. Es gab eine Kirche, 42 Häuser und eine Mühle. Die Gemarkung umfasst 510 Morgen Äcker, 19 Morgen Wiesen, 5 Morgen Gärten, 60 Morgen Weide und 400 Morgen Wald. Vom Wald standen 250 Morgen der Gemeinde (Mönchzeller mit Bürgerrecht) und 150 Morgen dem Vogtsjunker zu, dessen Waldbezirk unter der Hut des herrschaftlichen Försters zu Waldwimmersbach stand.
- 1787 bis 1788 Friedrich Emich Johann von Uexküll (1724–1810) und Carl Gustav Friedrich von Uexküll. Den Zehnten in der ganzen Gemarkung bezogen die Vogtsjunker als zum Patronatsrecht gehörig. Das Dorfgericht führte als Siegel die ineinander verschlungenen Buchstaben M und Z.
- 1788 bis 1810 Friedrich Emich Johann von Uexküll (1724–1810)
- 1810 bis 1822 Karl Friedrich Emich von Uexküll (* 4. August 1755 in Stuttgart; † 23. Februar 1832 in Ludwigsburg) und August Heinrich Friedrich von Uexküll (1765–1822).
- 1822 bis 1830 Karl Friedrich Emich von Uexküll, württembergischer Kunstsammler und Schriftsteller (er selbst schrieb sich Ixküll). Er war unter anderem mit Friedrich Schiller befreundet.
- 1830 bis 1857 Eduard Friedrich Ludwig Freiherr von Uexküll-Gyllenband (1800–1860), Großherzoglicher Badischer Kammerherr und badischer Oberforstrat. Er lebte in Karlsruhe. Er war der Sohn von Friedrich August und Charlotte Maria. Er heiratete 1829 Pauline Freiin Marschall von Bieberstein (1807–1860). Die Ehe blieb kinderlos, so dass die Linie ausstarb. Unter ihm wurde 1854 das Lehen noch um die Mühle erweitert und 1857 in Eigenbesitz der Uexkülls umgewandelt wurde. Er besaß auch einen Anteil an Altwiesloch und Baiertal.

Das Stammwappen der Uexküll zeigt in Gold einen gekrönten leopardierten roten Löwen. Hiervon abgeleitet ist der Schild der freiherrlichen Linie in Baden, zu denen die Mönchzeller Uexkülls gehören. Hier ist der Schild gevierteilt: Feld 1 und 4 in Gold ein rechtsgekehrter, gekrönter roter Löwe, welcher mit den Vorderpranken eine zum Löwen hin gebogene Hellebarde mit rotem Stiel hält, auf die der Löse mit seinen Hinterpranken tritt; Feld 2 und 3 in Schwarz zwei eiserne Bergwerkshammer an braunen Stielen, die durch eine golde Krone kreuzweise gesteckt sind.
Das Mönchzeller Hofgut kam 1867 durch Verkauf anlässlich der Uexküllschen Erbteilung an die Pfälzer Katholische Kirchenschaffnei, die heute noch die größte Grundeigentümerin Mönchzells ist und als Erbverpächter auftritt. Das Hofgut Mönchzell wurde 1982 von der damaligen Pächterfamilie von der Kirchenschaffnei käuflich erworben.
Die alte Hauptausdehnung des Ortes verlief quer zur Talrichtung, also vom „Schlosshof“ (heutiges Hofgut Fellmann) zur Lobbach hin. Die heutige Mühlstraße bildete die alte „Hauptstraße“. Erst im 18. Jahrhundert entwickelte sich die heutige Hauptstraße in Talrichtung.

#### Badische Zeit

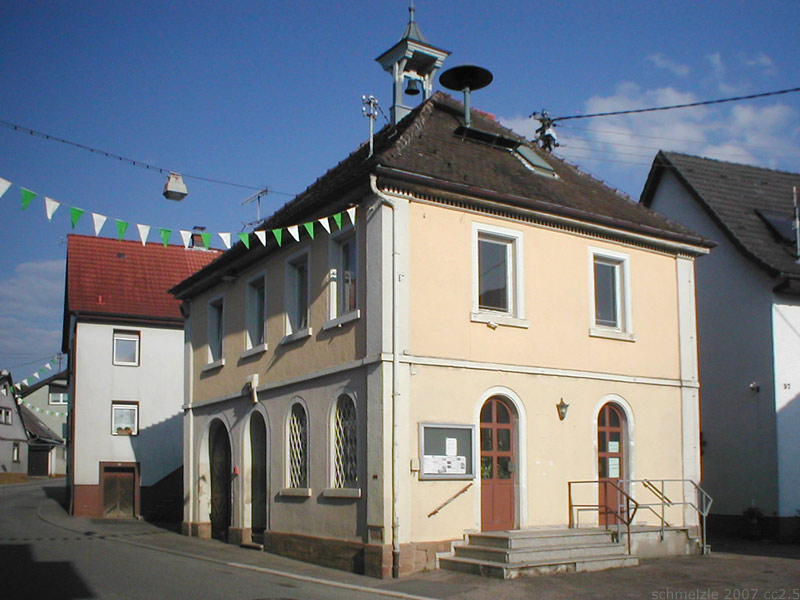
Das denkmalgeschützte Rathaus mit Glockenturm aus dem Jahre 1865

1803 gelangte das bis dahin kurpfälzische Mönchzell zu Baden. Als zur Meckesheimer Zent gehöriger Ort hatte Mönchzell bis dahin dem kurpfälzischen Unteramt Dilsberg unterstanden. Dessen Nachfolger wurde das badische Bezirksamt Neckargemünd. Mönchzell gehörte zum badischen Unterrheinkreis. Im Zuge der Weiterentwicklung der grundherrlichen Rechtsverhältnisse in badischer Zeit richtete 1809 der württembergische Staatsminister Karl Heinrich Emich von Uexküll ein grundherrliches Amt Mönchzell für Justizsachen ein, das direkt dem Oberamt Heidelberg unterstellt war. Nächsthöhere Gerichtsinstanz war das Hofgericht Mannheim als Appellationsgericht im Unterrheinkreis (Region Neckar, Odenwald, Tauber). Nach Aufhebung der grundherrlichen Verfassung 1813 wurde das Mönchzeller Justizamt in das Bezirksamt Neckargemünd eingegliedert, so dass Mönchzell wieder in allen Angelegenheiten dem Amt Neckargemünd unterstand. 1865 wurde das heute denkmalgeschützte Rathaus auf den Fundamenten eines ehemaligen Hirtenhauses erbaut. Nach der Auflösung des Amtes Neckargemünd war von 1857 bis 1863 das Bezirksamt Eberbach für Mönchzell zuständig. Wegen des Widerstands aus der Bevölkerung im Neckargemünder Umland gegen die Auflösung des Amtes Neckargemünd und der Zuteilung nach Eberbach wurde Mönchzell 1863 mit anderen Ortschaften dem Oberamt Heidelberg zugeteilt, aus dem 1938 der Landkreis Heidelberg hervorging.

#### 20. Jahrhundert

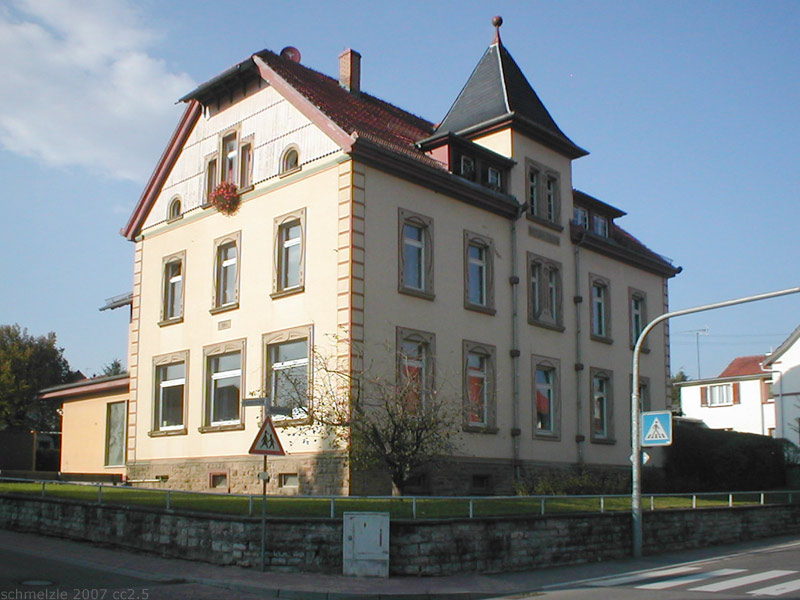
Schule, erbaut 1904

Die Mönchzeller Bevölkerung wird zu Beginn des 20. Jahrhunderts vom Oberamt Heidelberg als „ausgesprochen konservativ“ charakterisiert. Um 1900 war im Mönchzeller Steinbruch ein kleines Kalkwerk mit 27 Arbeitern in Betrieb, das im Ersten Weltkrieg geschlossen wurde. Zeugnis hierfür ist heute noch der Kalksteinbruch an der Kreisstraße Richtung Meckesheim. 1910 wurde das zum herrschaftlichen Hof gehörende „Rentamt“ abgebrochen und durch eine Feldscheuer ersetzt. Zum Hofgut gehörte bis 1910 auch die Ziegelhütte mit der Zieglerwohnung (Ziegelgasse). Eine 1883 errichtete Gravitationswasserleitung versorgte im Ort fünf Laufbrunnen, einen Hydranten und „verschiedene“ Häuser mit Wasser. 1927/28 wurde zur Versorgung aller Häuser ein Hochbehälter (Neckargemünder Weg) gebaut, der von der Pumpstation Brunnenbächle mit Wasser versorgt wurde. Die Ortskanalisation wurde 1960 komplett erneuert. Die Elektrizität hielt in Mönchzell 1920 Einzug. Eine Filiale der Zigarrenfabrik Neuhaus wurde 1923 stillgelegt. Ab 1900 begannen die Mönchzeller Arbeitnehmer zu pendeln. In den dreißiger Jahren zählte man bereits 40 bis 50 Pendler. Ein Verpackungsbetrieb für Zigarren war von 1931 bis 1958 in Mönchzell aktiv. Als letzter Industriebetrieb des Orts wurde die 1948 von einem Heimatvertriebenen gegründete Bleckfabrik Lares im Jahr 2015 geschlossen. Mönchzell ist seitdem reiner Wohn- und Schlafort.
Das Dorf war bis in die 1950er Jahre landwirtschaftlich geprägt. Mönchzell hat sich nach dem Zweiten Weltkrieg, der mit rund 200 Heimatvertriebene einen großen Bevölkerungszuwachs bescherte, zu einer reinen Arbeiterwohn- und Pendlergemeinde entwickelt. Der aus Mönchzell stammende katholische Brühler Jugendpfarrer Dietrich baute 1963/1964 in Eigenregie für die Brühler Pfarrgemeinde in seinem Geburtsort Mönchzell das „Jugendheim Berthildis“, das heute eine Begegnungsstätte für Kinder, Jugendliche und Erwachsene ist. Der Name „Berthildis“ stammt von einer Frau, die im 17. Jahrhundert der Kirche viele ihrer Ländereien vermacht hatte, auch das Grundstück auf dem das Jugendheim steht. Nach dem Tod Dietrichs ging das Haus an die Kirchengemeinde Brühl, unter der Bedingung, dass es von der Brühler Jugend genutzt werde. Die große Mühle im Ort, die als Mahlmühle schon 1786 erwähnt ist, stellte 1973 ihren Betrieb ein. Im Zuge der Gebietsreform wurde die bis dahin selbstständige Gemeinde Mönchzell am 31. Dezember 1973 nach Meckesheim eingemeindet, obwohl sich die Bevölkerung bei einer Abstimmung mehrheitlich gegen die „Eingemeindung“ ausgesprochen hatte. 1972 waren ein Fußballhartplatz, eine Friedhofskapelle und die Lobbachhalle als „Brautgeschenke“ für die Eingemeindung gebaut worden. 1987 feierte Mönchzell mit einem „Jahrhundertumzug“ vor über 4000 Zuschauern die 650 Jahre zurückliegende, gesicherte urkundliche Erwähnung. 2016 wurde Mönchzell in das Landessanierungsprogramm (LSP) aufgenommen. Der Städtebau-Dienstleister STEG plant aktuell die Sanierungsmaßnahme „Ortsmitte Mönchzell“.

### Aktuell
2017 stehen für Mönchzell die Sanierung des Ortskerns im Rahmen des baden-württembergischen Förderungsprogramms und die Neuanlage des Festplatzes vor der Lobbachhalle an.

### Einwohnerentwicklung
| Jahr      | 1577 | 1777    | 1785 | 1804 | 1808 | 1818 | 1836 | 1845 | 1855 | 1857 | 1865 | 1871 | 1880 | 1890 | 1900 | 1910 | 1925 | 1939 | 1950 | 1961 | 1970 | 2004 | 2006 | 2012 | 2013 | 2014 | 2015 |
| --------- | ---- | ------- | ---- | ---- | ---- | ---- | ---- | ---- | ---- | ---- | ---- | ---- | ---- | ---- | ---- | ---- | ---- | ---- | ---- | ---- | ---- | ---- | ---- | ---- | ---- | ---- | ---- |
| Einwohner | 80   | 221/240 | 300  | 366  | 416  | 448  | 423  | 511  | 487  | 482  | 504  | 522  | 470  | 468  | 494  | 479  | 548  | 581  | 789  | 814  | 922  | 1196 | 1181 | 1177 | 1119 | 1127 | 1091 |

Bemerkenswert ist die Verdoppelung der Bevölkerung in nur vier Jahrzehnten von 221 Einwohnern auf 448 Einwohner zwischen 1777 und 1818. Dieser Bevölkerungssprung resultiert aus den Agrarreformen, die der württembergische Pfarrerssohn Johann Ludwig Spring als Uexküllscher Amtmann in „Münchszell“ durchführte. Unter Spring entwickelte sich Mönchzell vom armen „Lumpennest“ (Volksmund: „Münchszell isch ä Lumbenescht, Eschelbrunn desgleiche, Zuzehause newedro, mir Meckser sen die Reische“) zum „Mustergut Mönchzell“ mit enormen Ertragssteigerungen. Die vorbildlichen und fortschrittlichen Mönchzeller Wirtschaftsmethoden führten dazu, dass die Universität Heidelberg mit Professor Jung-Stilling auf Mönchzell aufmerksam wurde und 1785 eine Exkursion nach Mönchzell durchführte. Springs in Mönchzell praktizierte Methoden wurden zum Gegenstand der Jung-Stillingschen Vorlesung „Landwirtschaftliche Geschichte des freiherrlichen Uxküllschen Guts zu Mönchzell“, „weil sie jeder Bauer nachmachen, in aller Welt befolgen und sich dadurch glücklich machen kann“. Das Bürgerrecht besaß früher nur ein Teil der Bevölkerung, z. B. waren von den 487 Einwohnern im Jahr 1855 nur 83 Ortsbürger und 16 Bürgerwitwen, der Rest setzte sich aus Familienangehörigen und 47 Dienstboten zusammen. Im 19. Jahrhundert wurden jährlich im Schnitt fünf bis zehn Kinder geboren. Der Ort war bis nach dem Zweiten Weltkrieg überwiegend evangelisch. Zum Beispiel machten die Evangelischen im Jahr 56 Prozent der Bevölkerung, die Katholischen 42 Prozent und die Mennoniten 2 Prozent der Einwohnerschaft aus. Den Höchststand an Einwohnern erreichte Mönchzell im Jahre 2004 mit 1196 Einwohnern. Seither ist die Bevölkerungszahl wieder rückläufig.

### Kirchen

#### Lutheraner
Mönchzell war seit den 1530er Jahren lutherisch und blieb dies gegen alle Einsprüche der Kurpfalz. Nur 1631 setzte der bayerische Amtmann auf dem Dilsberg zeitweilig einen katholischen Geistlichen ein. Die Kirche lag ursprünglich noch im „Schlosshof“ oberhalb des Gutsgebäudes und wurde 1789 abgebrochen. Das Lagerbuch von 1564 beschreibt den Schlosshof genau: Die alte Kirche stand am oberen Tor am Aufstieg zum Kirchenberg Richtung Neckargemünder Weg. Dort befand sich auch der Totenacker. Neben der alten Kirche war ein Fischweiher angelegt, damit man sich mit Fastenspeise versorgen konnte (heutiger Weihergarten). 1786 wird von Widder erwähnt, dass die lutherische Kirche als Filialkirche von Epfenbach aus betreut wurde. 1789/90 wurde ein Kirchenneubau, die heutige evangelische Kirche, auf dem Pfarrgarten errichtet. Nachdem die lutherische Pfarrei vom späten 18. Jahrhundert an mit denen anderer Orte verbunden war (seit 1836 wurde sie von Eschelbronn aus betreut), wurde sie 1851 durch einen Vertrag zwischen dem Patronatsherrn und der evangelischen Landeskirche mit Meckesheim vereinigt. Seitdem ist Mönchzell evangelische Filialkirchengemeinde von Meckesheim.

#### Katholiken
Die Katholiken, die seit Ende des 17. Jahrhunderts zuwanderten, wurden von Spechbach, vorübergehend von 1705 bis 1735 auch von Zuzenhauses aus pastoriert. Sie versuchten um die Mitte des 18. Jahrhunderts erfolglos den Nachweis zu führen, dass die Kirche noch 100 Jahre früher katholisch gewesen sei, und dadurch zu einer Simultannutzung der lutherischen Kirche zu kommen. So mussten sie bis 1904 die Kirche in Spechbach besuchen, ehe es 1904 zum Bau der neugotischen Filialkirche zu Ehren der Unbefleckten Empfängnis Marias kam. 1905 wurden die Mönchzeller Katholiken der neu errichteten Kuratie Lobenfeld zugeteilt. Die neugotische Kirche wurde 1977 abgerissen und durch ein modernes Kirchengebäude ersetzt, in dem von der alten Kirche lediglich noch einige Fenster, der Schnitzaltar und die Orgel Verwendung fanden.

#### Mennoniten
Daneben lebten 1836 in Mönchzell 10 Mennoniten. Mönchzell war bis ins 20. Jahrhundert hinein von schweren konfessionellen Parteiungen zerrissen. Eine um 1900 einsetzende Befriedung schrieb das Oberamt Heidelberg der mennonitischen Gutspächterfamilie zu.

### Schulen
Für 1701 ist eine lutherische Schule belegt, zu der 1740 eine katholische Schule hinzukam. Vorher waren die katholischen Kinder in Lobenfeld unterrichtet worden. Im Jahre 1802 besaß noch keine der beiden Konfessionsschulen ein Schulhaus in Mönchzell. Der Unterricht fand in wechselnden Mietgebäuden statt. 1822 kauften dann die Katholiken ein halbes Haus für die katholische Schule und erwarben 1847 das gegenüberliegende Försterhaus (Hauptstraße 54). Die evangelische Schule befand sich damals im Haus Hauptstraße 71. Das jetzige Schulhaus wurde 1904 von der Gemeinde Mönchzell errichtet.

## Bürgermeister und Ortsvorsteher

### Bürgermeister bis zur Eingemeindung

#### Schultheißen
- 1790 bis 1796 Nikolaus Rohleder[4]
- 1797 bis 1805 Johann Georg Breiner, Schultheiß
- 1806 bis 1821 (Michael?) Fletterer
- 1821 bis 1834 Georg Adam Heckler
- 1835 bis 1841 Johann Friedrich Reichert
- 1842 bis 1847 Andreas Dresch
- 1848 bis 1851 Andreas Filsinger
- 1852 bis 1863 Sebastian Schork
- 1864 bis 1868 Johann Münch
- 1869 bis 1877 Johannes Ungerer
- 1878 bis 1889 Johann Münch
- 1890 bis 1895 Friedrich Künzer
- 1896 bis 1907 Jakob Reichert
- 1907 bis 1925 Andreas Vettermann
- 1925 bis 1933 Georg Klug

#### Bürgermeister
- 1933 bis 1934 Georg Klug
- 1934 bis 1946 Heinrich Fellmann
- 1946 bis 1954 Johann Schneid
- 1954 bis 1958 Heinrich Fellmann
- 1959 bis 1967 Heinrich Bröckel
- 1967 bis 1973 Karl Mäck
- Bürgermeister ab 1974 siehe Meckesheim

### Ortsvorsteher nach der Eingemeindung
- 1974 bis 1975 Rüdiger Fellmann
- 1975 bis 1980 Gustav Braun
- 1980 bis 1987 Harald Weisbrod
- 1987 bis 2004 Emil Bieser
- 2004 bis 2010 Uwe Schneider
- 2010 bis 2022 Gunter Dörzbach
- 2022 bis heute Marcel Gengenbacher

## Politik
Der Mönchzeller Gemeinderat setzte sich bis 1933 aus der örtlichen Bauernpartei und der in der Minderheit befindlichen Arbeiterpartei zusammen. Entsprechend den konfessionellen Verhältnissen lagen bei den Reichstagswahlen vor 1914 das Zentrum und die in verschiedenen Gruppen aufgespaltenen Liberalen in scharfem Wettbewerb. Das Zentrum war in der Weimarer Zeit zunächst stärkste Partei. Die Linksparteien erreichten höchstens 30 Prozent der Wählerstimmen. Von 1930 an hatten die Nationalsozialisten die größte Anhängerschaft, ohne aber über die 50 Prozent hinauszukommen. Bei allen Wahlen seit dem Zweiten Weltkrieg war die CDU immer die stärkste Kraft, regelmäßig gefolgt von der SPD.

## Wappen
Die Blasonierung des Wappens lautet: In Silber auf grünem Boden ein Mönch in schwarzer Kutte und Kappe, in den Händen ein aufgeschlagenes schwarzes Buch haltend, mit einer Gebetskette am Rock. Es geht zurück auf ein Siegel aus dem 19. Jahrhundert. Das Wappen wurde 1911 vom Generallandesarchiv Karlsruhe entworfen. Die Gemeinde nahm es auch an, nutzte es aber erst seit der Beschaffung eines neuen Siegelstempels im Jahr 1959.

## Brauchtum
Der Volksmund weiß scherzhaft zu berichten, dass die Erbsünde aus Mönchzell kommen soll. Die Mönchzeller Katholiken mussten nach der Reformation zum Kirchgang in das über den Reichelsberg zwei bis drei Kilometer entfernte Spechbach gehen. Eine Kirchgängerin hatte sich verspätet und traf erst ein, als der Pfarrer mitten in seiner Predigt war, die von der Erbsünde handelte. Als der Pfarrer in voller Fahrt in die Kirche rief „Und wo kommt Sie her die Erbsünde, wo kommt sie her?“ trat die Mönchzeller Kirchgängerin ein und hörte gerade noch den letzten Halbsatz „wo kommt Sie her?“. Sie fühlte sich angesprochen und antwortete ängstlich im Kurpfälzer Dialekt „Vun Minischzell, Herr Pfarrer“. Diese Geschichte verbreitete sich im gesamten Kleinen Odenwald und seitdem kommt die Erbsünde aus Mönchzell.
Die Mönchzeller werden im Volksmund als „Kiwwelschisser“ bezeichnet, womit die frühere Armut im Ort Ausdruck findet. Viele Mönchzeller Häuser hatten wohl nicht einmal Toiletten, und die Bewohner verrichteten ihre Notdurft in Kübeln.
Seit Jahrhunderten wird die Kirchweih („Kerwe“) im Ort gefeiert. Die Kerwe entwickelte sich in den 1980ern zu einem mehrtägigen Volksfest.
Die Ortsfarben sind entsprechend dem Ortswappen grün, schwarz, weiß. Sie wurden z. B. vom SC Germania Mönchzell 1933 (grün-weiß) und den Musikfreunden Mönchzell (grün, schwarz, weiß) als Vereinsfarben getragen.

## Sehenswürdigkeiten
- Evangelische Kirche St. Peter, erbaut 1787/90 im ehemaligen Pfarrgarten als Ersatz für eine bereits im 15. Jahrhundert erwähnte frühere Kirche im Gutshof. Die Kirche ist ein schlichter rechteckiger Saalbau mit in die Fassade integriertem Glockenturm. Die einstmals vorhandene historische Ausstattung mit Altar und Kanzel wurde im Zuge von Modernisierungen entfernt, ebenso die einstige Herrenloge, die der Familie von Üxküll vorbehalten war und später zur Sakristei umgebaut wurde, so dass die Kirche bis auf die Buntglasfenster heute praktisch keinen Schmuck mehr aufweist.
- Katholische Kirche Maria Gottesmutter. Die kath. Kirche geht auf einen neogotischen Bau von 1904 zurück. Dieser wurde 1977 wegen Einsturzgefahr des Glockenturms abgerissen. Im modernen Neubau befinden sich von der neogotischen Kirche lediglich noch einige Fenster sowie ein Schnitzaltar und die Orgel.

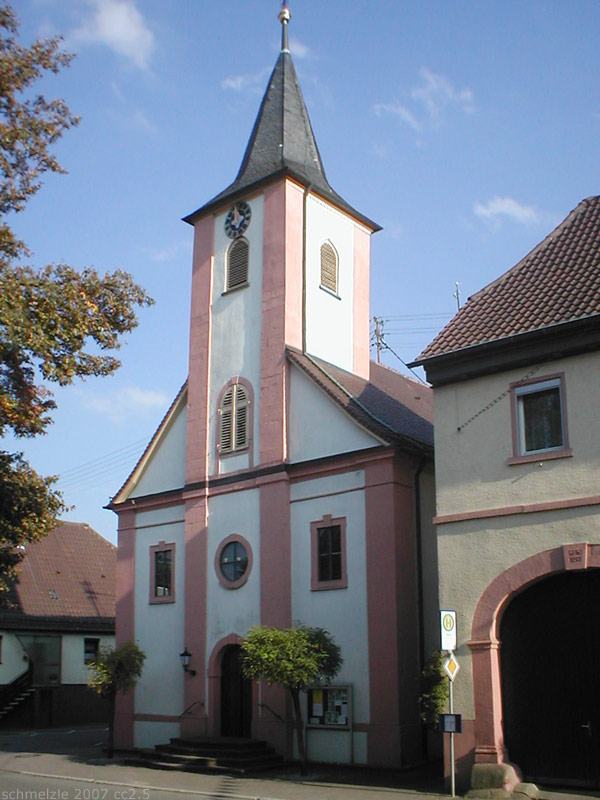
Ev. Kirche
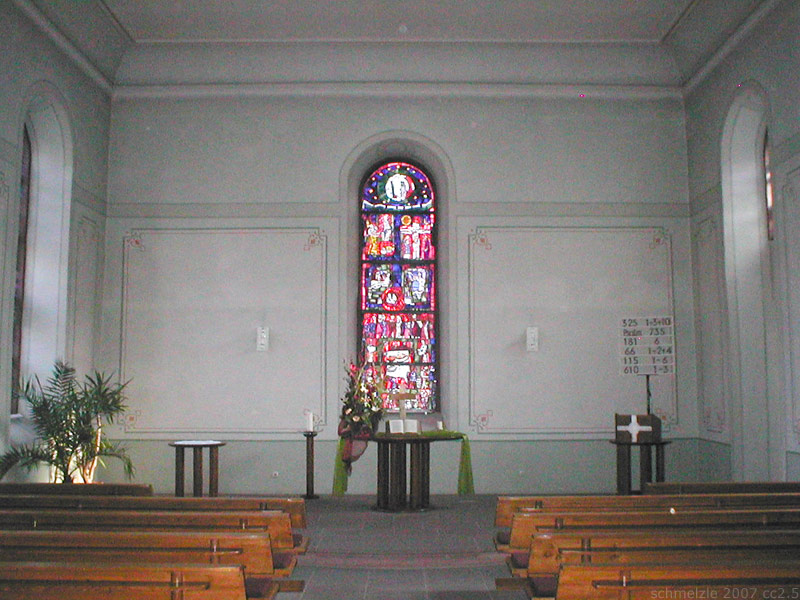
Altarraum der ev. Kirche
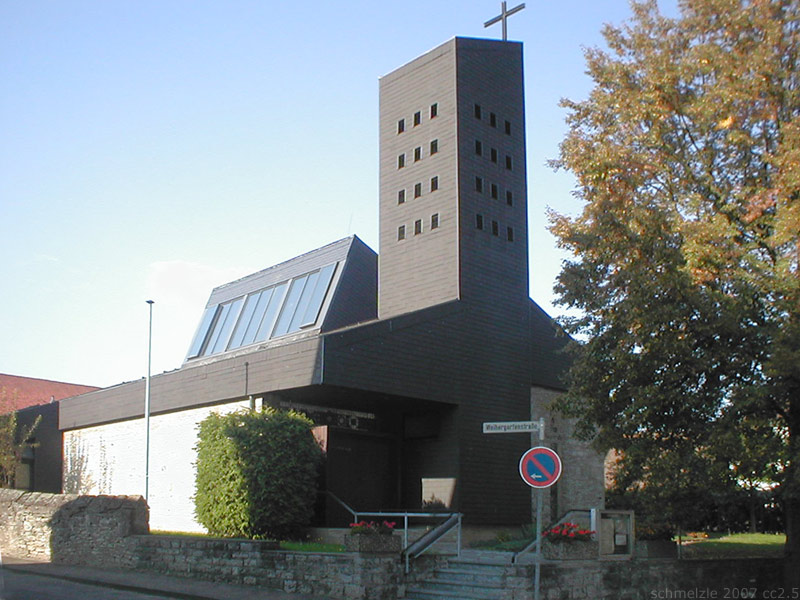
Kath. Kirche
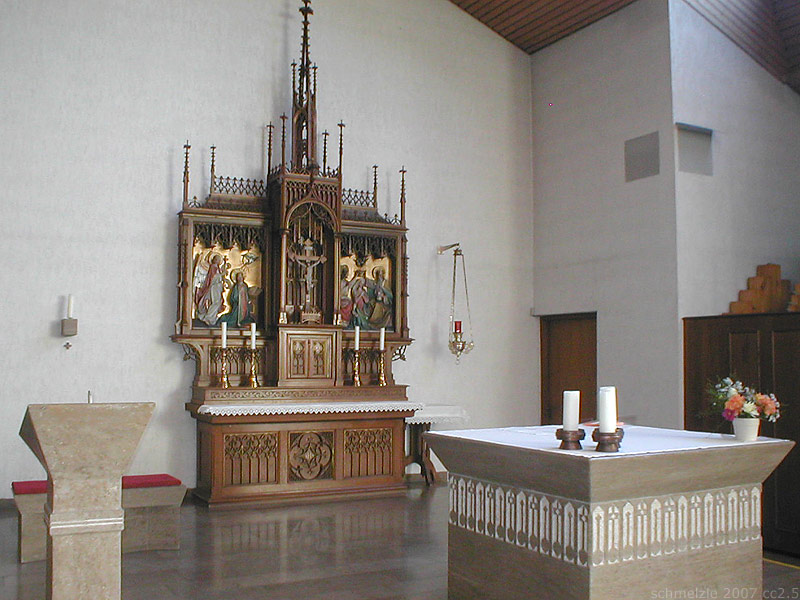
Altarraum der kath. Kirche

- Hofgut Fellmann, früherer herrschaftlicher Hof („Schloss“), der in seiner heutigen Gestalt größtenteils auf einen Neubau ab 1777 zurückgeht. Zum Gut gehörte einst auch das 1910 abgerissene Rentamt sowie die Ziegelhütte und eine 1564 erstmals erwähnte Mühle. Das Gut wurde von den Erben der Grundherren 1867 an die Pfälzer Katholische Kirchenschaffnerei verkauft, diese veräußerte es 1982 an den damaligen Pächter Fellmann.
- Rathaus von 1865
- Schulhaus von 1904

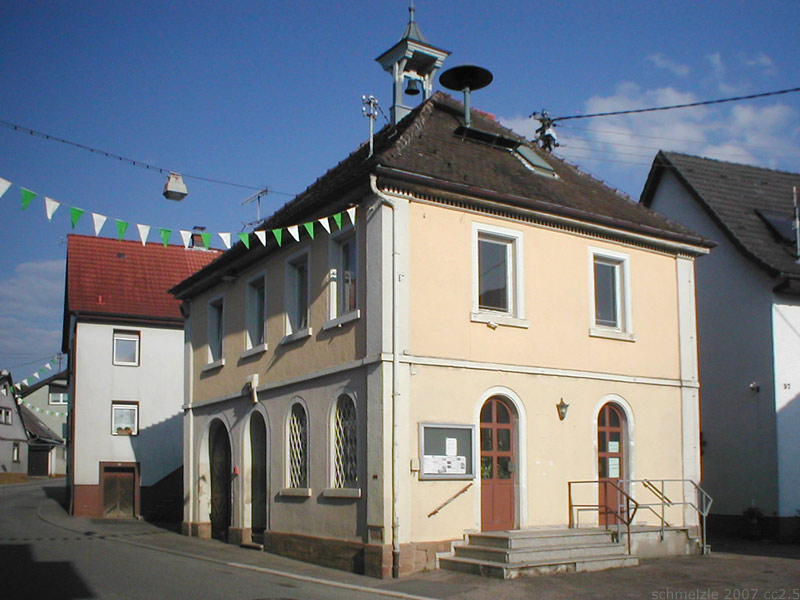
Rathaus
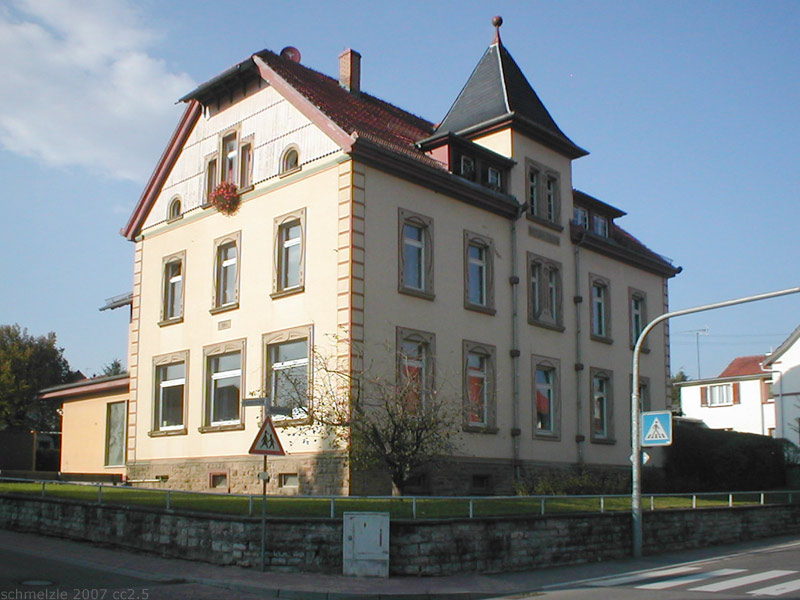
Schulhaus
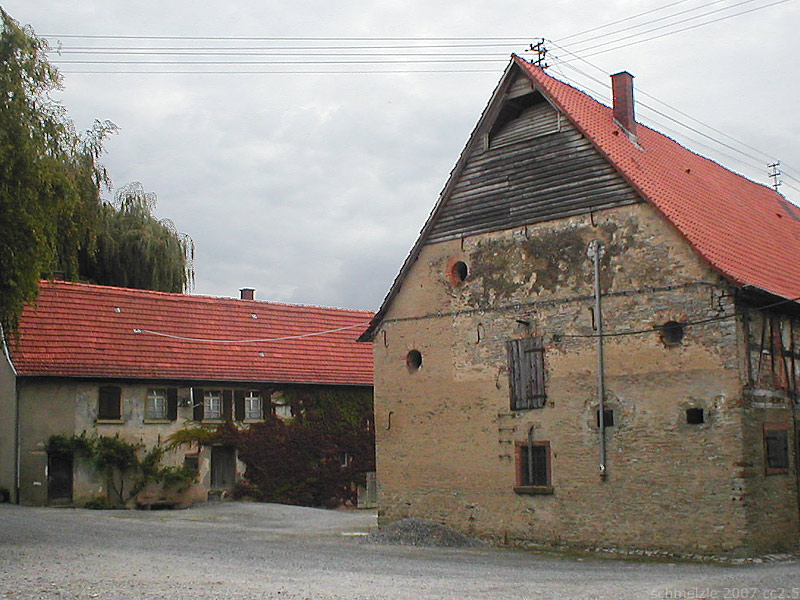
Blick ins Hofgut

## Vereine und Institutionen
Mönchzell verfügte über ein reges Vereinsleben und galt in der zweiten Hälfte des 20. Jahrhunderts in der Region als ausgesprochen „festfreudiges Dorf“. Nahezu jedes Wochenende führte einer der Vereine eine Festveranstaltung durch. Heute leiden auch die Mönchzeller Vereine unter der allgemeinen Tendenz sich nicht mehr ehrenamtlich zu engagieren. Hervorzuheben ist der 1933 gegründete SC Germania Mönchzell, der in den 70er Jahren der Stolz des Tausendseelendorfs war, als er in der damaligen 3. Liga (1. Amateurliga Nordbaden) spielte und ins Finale um den Badischen Vereinspokal einzog. Es wurden Zuschauerzahlen von 2000 Besuchern erreicht. Der SCM fusionierte 2009 mit der Fußballabteilung des TSV Meckesheim und nennt sich heute FC Germania Meckesheim Mönchzell. Der Spielbetrieb findet auf dem Mönchzeller Sportplatzgelände statt, dass vom Mäzen der TSG 1899 Hoffenheim, Dietmar Hopp, mit einem Kunstrasen bedacht wurde. Der Erfolg in den 70ern war vor allem den drei fußballerisch herausragenden Vettermann-Brüdern geschuldet, von denen Gerhard Vettermann und Volker Vettermann Angebote von Bundesligavereinen, in den Profibereich zu wechseln, ablehnten und ihrem Heimatverein die Treue hielten. Seit 1974 führt der Fußballverein jährliche Prunksitzungen durch, die ob ihrer beachtlichen Qualität immer ausverkauft sind.
Der 1956 gegründete Kleintierzuchtverein Mönchzell stellte mehrere Europa- und Deutsche Meister. Herausragender Züchter war Rudi Schneider.
Die Freiwillige Feuerwehr Mönchzell, die heute eine Abteilungswehr von Meckesheim ist, wurde offiziell 1938 gegründet, wobei eine Mönchzeller Wach- und Rettungsmannschaft schon 1881 bestand. Die Mönchzeller Wehr nahm in den 70er und 80er Jahren durch vorbildliche Jugendarbeit einen enormen Aufschwung und darf sich zu den am besten ausgebildeten Wehren des Rhein-Neckar-Kreises zählen.
Der 1920 gegründete Männergesangsverein und die 1954 gegründeten Musikfreunde Mönchzell erlebten gegen Ende des 20. Jahrhunderts ebenfalls eine Blüte, kämpfen heute aber um den Fortbestand. Der Gesangsverein unterhält seit Jahrzehnten eine erfolgreiche Theatergruppe. Die Musikfreunde veranstalteten in den 80er und 90er Jahren mit dem „Mönchzeller Feuerreiter“ und der „Walpurgisnacht“ (1992) spektakuläre Feste, die Tausende von Gästen in das Lobbachtal lockten. Sie begründeten in der Region erstmals wieder die Tradition des Maibaumstellens. Als Jugendclubs gründeten sich im letzten Jahrhundert der Bo-Bi-Du-Freizeitclub, der sich zum Brauchtumsverein entwickelt hat, der Club 84 und der Motorradclub Lobbachtal.
Daneben gibt es die 1958 gegründete katholische Frauengemeinschaft, die Jagdhornbläsergruppe und den FC-Bayern-Fanclub, dessen Vereinsfeste überregional Beachtung finden. Die Mönchzeller Ortsvereine der SPD und der CDU sind in den Meckesheimer Ortsvereinen aufgegangen. Ein Jugendtreff war von 1982 bis 1990 als Jugendzentrum auf der Empore der Lobbachhalle beheimatet. Die Jugendlichen veranstalteten damals zahlreiche Rock- und Folkkonzerte, z. B. mit Schwoißfuaß, Bernies Autobahn Band, Zeitenwende und anderen Gruppen in der Lobbachhalle und hatten verschiedene Arbeitsgemeinschaften, z. B. für Gitarre und Kinoaufführungen.

## Persönlichkeiten
- Antonius Jakobus Henckel (* 1669 in Merenburg; † 1727 in Germantown) war Pfarrer in Mönchzell. Henckel wanderte mit seiner Ehefrau und acht Kindern nach Nordamerika aus und wurde zum Reformator der lutherischen Kirche in Pennsylvania.
- Karl Friedrich Bauer (* 11. März 1827 in Mönchzell; † 1889 Milwaukee) war einer der führenden Köpfe der Badischen Revolution 1848/49 im Kraichgau.
- Josua Harrsch (1669–1719), evangelisch-lutherischer Pfarrer